# پیل آب‌سوز استنلی میر

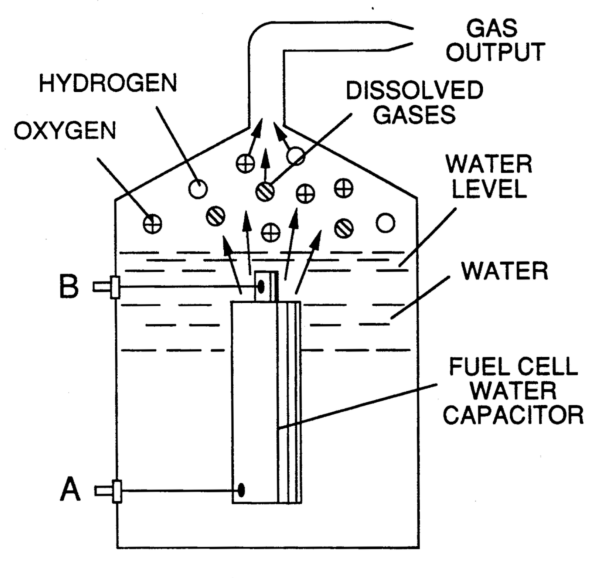
نحوه کارکرد پیل آب‌سوز

پیلِ آبسوزِ استنلی مِیِر موضوعی پیرامونِ طراحیِ یک سلولِ انرژیِ آبسوز و خورروی با حرکت دائمی مرتبط به آن، از طراحِ آمریکایی استنلی آلن میر (۲۴ اوت ۱۹۴۰–۲۰ مارس ۱۹۹۸) است. او ادعا کرد که خودروِ مجهز به پیلِ آبسوز می‌تواند آب را به‌جای بنزین استفاده کرده و انرژی تولید کند اما ادعاهای وی در موردِ پیلِ آب‌سوخت و ماشینِ مجهز به آن به‌وسیلهٔٔ دادگاهی در اوهایو در سال ۱۹۹۶ رد شد. مدتی پس از آن، مِیر به شکلِ مشکوک و ناگهانی درگذشت و در موردِ نحوهٔ مرگِ وی ابهاماتی برجای ماند.